# 양순 비음
양순 비음(兩脣鼻音)은 자음의 하나로 위아래 입술을 사용하여 조음하는 비음이다.

## 특징
- 조음 방법은 조음기관 내의 공기의 흐름을 차단하여 만드는 파열음이다.
- 발성 기관 속의 공기의 흐름을 차단하고, 일부를 코로 흐르게 했다가 내는 비음이다.
- 양쪽 입술로 조음하는 양순음이다.
- 조음할 때 성대가 울리는 유성음이다.
- 코와 입을 통하여 공기가 빠져나가는 비강음이다.
- 기류가 혀 옆이 아니라 중앙으로 빠져나가는 중설음이다.
- 발성 방법은 인후나 입이 아니라 폐에서 발성 기관으로 공기가 빠져나가는 폐장기류음이다.

## 발음의 예
- 한국어: 모든 ㅁ과 뒤에 첫소리 ㅁ이 오는 받침 ㅂ에서 이 소리가 난다.
- 프랑스어를 제외한 유럽의 언어, 스와힐리어, 우즈베크어, 하우사어, 만딩카어, 야오어, 유카텍 마야어, 촐어, 야칸어, 와유어, 밤바라어, 베트남어, 말레이어, 하와이어: 모든 m에서 이 소리가 난다.
- 프랑스어: 묵음이 아닌 모든 첫소리 m과 음절 중간의 mm에서 이 소리가 난다. 비모음을 나타내는 m은 제외한다.
- 표준 중국어, 눠쑤어, 광둥어, 푸셴어, 간어의 창두 방언, 상하이어, 하카어, 하이난어, 차오저우어: 병음 m에서 이 소리가 난다.
- 오지브웨이어: ᒣ, ᒥ, ᒧ, ᒪ, ᒦ	, ᒨ	, ᒫ의 첫소리에서 이 소리가 난다.
- 태국어: ม의 첫소리에서 이 소리가 난다.
- 현대 히브리어: מ과 ם에서 이 소리가 난다.
- 세르보크로아트어: 키릴 문자 표기의 м, 라틴 문자 표기의 m에서 이 소리가 난다.
- 크메르어: ម의 첫소리에서 이 소리가 난다.
- 일본어: ま행과 みゃ행의 첫소리와, ぱ행· ば행·ま행 음절 앞의 'ん(ン)'에서 이 소리가 난다.
- 러시아어, 마케도니아어, 불가리아어: м에서 이 소리가 난다.
- 라오어: ມ과 ໝ의 첫소리에서 이 소리가 난다.
- 총가어: m, my, mh에서 이 소리가 난다. my는 구개음화, mh는 유기음이다.
- 서부 크리어: 크리 음절 문자 표기의 ᒣ, ᒥ, ᒧ, ᒪ, ᒦ, ᒨ, ᒫ의 첫소리와	ᒼ, 라틴 문자 표기의 m에서 이 소리가 난다.